# Capital Inicial (álbum)
Capital Inicial é o álbum de estreia da banda de rock brasileira Capital Inicial.
As faixas do disco foram compostas ao longo dos três anos em que a banda tocou ao vivo, incluindo canções do conjunto Aborto Elétrico - "Música Urbana", "Veraneio Vascaína" e "Fátima" - e o lado B do compacto de estreia da banda, "Leve Desespero".
O álbum foi produzido por Bozo Barretti, que também tocou teclados e mais tarde se tornaria integrante do Capital.

## Faixas
CD.
1. "Música Urbana" 3:30 (Fê Lemos, Flávio Lemos, André Pretorius, Renato Russo)
2. "No Cinema" 2:56 (Fê Lemos, Flávio Lemos, Loro Jones)
3. "Psicopata" 2:49 (Fê Lemos, Flávio Lemos, Pedro Pimenta, Loro Jones)
4. "Tudo Mal" 3:12 (Fê Lemos, Rogério Lopes de Souza, Loro Jones)
5. "Sob Controle" 3:31 (Flávio Lemos, Dinho Ouro Preto, Loro Jones)
6. "Veraneio Vascaína" 2:15 (Renato Russo, Flávio Lemos)
7. "Gritos" 3:27 (Fê Lemos, Dinho Ouro Preto, Loro Jones, Guta)
8. "Leve Desespero" 3:53 (Fê Lemos, Flávio Lemos, Dinho Ouro Preto, Loro Jones)
9. "Linhas Cruzadas" 3:36 (Fê Lemos, Flávio Lemos, Dinho Ouro Preto, Loro Jones)
10. "Cavalheiros" 3:25 (Fê Lemos, Flávio Lemos, Dinho Ouro Preto)
11. "Fátima" 3:49 (Renato Russo, Flávio Lemos)

Lado A.
1. "Música Urbana" 3:30 (Fê Lemos, Flávio Lemos, André Pretorius, Renato Russo)
2. "No Cinema" 2:56 (Fê Lemos, Flávio Lemos, Loro Jones)
3. "Psicopata" 2:49 (Fê Lemos, Flávio Lemos, Pedro Pimenta, Loro Jones)
4. "Tudo Mal" 3:12 (Fê Lemos, Rogério Lopes de Souza, Loro Jones)
5. "Sob Controle" 3:31 (Flávio Lemos, Dinho Ouro Preto, Loro Jones)
6. "Veraneio Vascaína" 2:15 (Renato Russo, Flávio Lemos)

Lado B.
1. "Gritos" 3:27 (Fê Lemos, Dinho Ouro Preto, Loro Jones, Guta)
2. "Leve Desespero" 3:53 (Fê Lemos, Flávio Lemos, Dinho Ouro Preto, Loro Jones)
3. "Linhas Cruzadas" 3:36 (Fê Lemos, Flávio Lemos, Dinho Ouro Preto, Loro Jones)
4. "Cavalheiros" 3:25 (Fê Lemos, Flávio Lemos, Dinho Ouro Preto)
5. "Fátima" 3:49 (Renato Russo, Flávio Lemos)

## Créditos
Capital Inicial
- Dinho Ouro Preto: voz
- Loro Jones: guitarra e violão
- Flávio Lemos: baixo
- Fê Lemos: bateria

Músicos convidados
- Bozzo Barretti: teclados e piano
- Naipe de metais em "Música Urbana"
  - Demétrio Bezerra: sax-alto
  - Gianni Fabra: sax-tenor
  - Franco Mourão: trompete